# 北上大堰
座標: 北緯38度31分59.2秒 東経141度18分24.1秒 / 北緯38.533111度 東経141.306694度北上大堰（きたかみおおぜき）は、宮城県石巻市、北上川（新北上川）本川の河口から17.2km地点に建設された堰である。全長は335.4メートル。(うち、可動部延長は294メートル。)

## 建設までの経緯
新北上川には従来飯野川可動堰があったが、仙石地区における上水道・工業用水の水需要増大に伴い新たなる水源確保が求められるようになった。この為建設省（現・国土交通省東北地方整備局）はこれら水需要への応需と塩害防止を目的に大規模な可動堰建設を計画し、「北上大堰建設事業」として施工した。
1968年より計画が進められ、本体工事は1974年に竣工。その後河川掘削工事や用水路の整備等を行い1979年に事業は完成した。目的は上水道・工業用水・灌漑の他、追波湾からの海水遡上を抑える事で塩害を防止する事である。北上大堰完成により、飯野川可動堰の役割は終了した。
完成より20年後の1999年8月、北上川の洪水により堰下流部において洗掘被害が起こり、最大6mの深さで川底が洗掘された。放置すると堰の安全性に重大な影響を及ぼす為、国土交通省東北地方整備局は「北上大堰災害復旧工事事業」を行った。これは洗掘部分に粗朶（そだ）沈床工を埋設させ、河床を復元させる工事である。粗朶沈床工は明治時代全国各地の河川工事に携わり、日本の河川整備に多大な影響を及ぼしたG.A.エッセルとヨハニス・デ・レーケによって伝えられた古典的な沈床工である。雑木を骨組みにして立方体を組み合わせ川に沈める護岸工であるが、水棲植物が植生し易く魚介類の生息にも好都合であり、コストと生態系保護の上で有用な手法である。

## 結氷
大堰付近は冬になると、北上川が結氷する事がある。2006年も結氷が確認されているが、大河川が結氷するのは北海道の河川以外では珍しい。